# Мали на Светском првенству у атлетици на отвореном 2023.
Мали је учествовао на 19. Светском првенству у атлетици на отвореном 2023. одржаном у Будимпешти од 19. до 27. августа деветнаести пут, односно, учествовао је на свим првенствима до данас. Репрезентацију Малија представљао је 1 атлетичар који се такмичио у трци на 110 метара препоне. , 
На овом првенству такмичар Мали није освојио ниједну медаљу али је оборио лични рекорд.

## Учесници
Мушкарци: 
- Ричард Дијавара — 110 м препоне

## Резултати

### Мушкарци
| Атлетичар       | Дисциплина    | Лични рекорд | Квалификације  | Квалификације | Полуфинале           | Полуфинале           | Финале               | Финале       | Детаљи |
| Атлетичар       | Дисциплина    | Лични рекорд | Резултат       | Место         | Резултат             | Место                | Резултат             | Место        | Детаљи |
| --------------- | ------------- | ------------ | -------------- | ------------- | -------------------- | -------------------- | -------------------- | ------------ | ------ |
| Ричард Дијавара | 110 м препоне | 13,69        | 13.68(.671) ЛР | 6. у гр. 2    | Није се квалификовао | Није се квалификовао | Није се квалификовао | 29 / 43 (45) |        |